# 카르모, 석탄 꺼내기
《카르모, 석탄 꺼내기》(프랑스어: Carmaux, défournage du coke)는 1896년 프랑스의 단편 무성영화로, 뤼미에르 형제가 제작하였다. 뤼미에르 형제가 초창기에 찍었던 여느 영화처럼 영사기와 촬영기를 겸한 시네마토그래프로 촬영하였으며, 35mm 필름에 화면비는 1.33:1로 제작되었다.

## 상세
프랑스 남부 카르모의 타른강 인근에 위치한 생뒤타른 철강소에서 촬영한 영상이다. 인부들이 커다란 석탄 (코크스) 블럭을 용광로에서 꺼내는 풍경을 1분 동안 촬영하였다, 한 인부가 블럭에 물을 뿌려 식히고 있고 나머지 인부들은 갈퀴로 긁어 흐뜨려 놓는다. 선로를 따라 석탄수레를 미는 인부들도 보인다.
뤼미에르의 모든 작품과 마찬가지로 촬영된 지 100년이 넘은 영화인 만큼 퍼블릭 도메인으로 저작권이 소멸되었기에 유튜브 등지의 인터넷상에서 감상할 수 있다.

## 같이 보기
- 뤼미에르 형제
- 카르모
- 석탄